# Auguste de Portugal
Titre
Prince héritier du Portugal
27 décembre 1861 – 28 septembre 1863 
  (1 an, 9 mois et 1 jour)
Auguste de Portugal (en portugais Augusto Maria Fernando Carlos Miguel Gabriel Rafael Agrícola Francisco de Assis Gonzaga Pedro de Alcántara Loyola de Saxe-Coburgo-Gotha e Bragança), infant de Portugal, prince de Saxe-Cobourg-Gotha, duc de Saxe et duc de Coimbra, est le cinquième fils de la reine Marie II de Portugal et de son époux le roi jure uxoris Ferdinand II. Il est né le 4 novembre 1847 à Lisbonne, et mort le 26 septembre 1889 à Lisbonne .

## Biographie

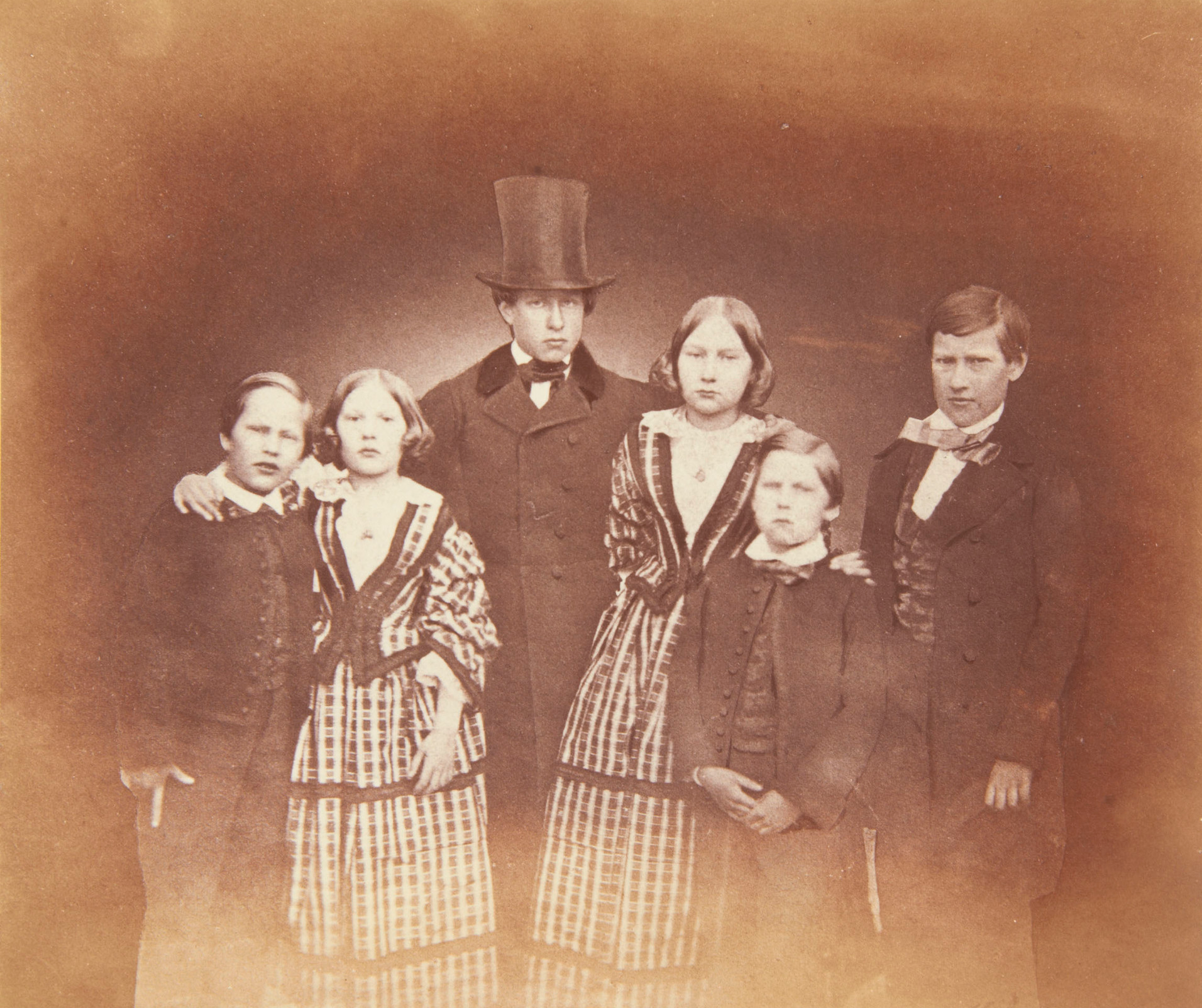
La famille royale portugaise en 1854 : Fernando, Antonia, Luiz, Marie-Anne, Augusto et Joao

Auguste de Portugal naît au sein d'une fratrie de onze enfants, dont quatre meurent le jour de leur naissance. Ses deux sœurs survivantes sont Marie-Anne et Antonia. Il a également quatre frères : Pedro (lequel deviendra roi de Portugal en 1853 avant de mourir en 1861), Louis lequel lui succède en 1861, Jean et Ferdinand qui meurent à l'adolescence en 1861 (la même année que leur frère aîné). Auguste, lui aussi, est atteint en novembre 1861 du même fléau (fièvre typhoïde) qui emporte trois de ses frères en moins de deux mois, mais il survit à sa pathologie.
Auguste reçoit une éducation militaire : il devient général de division et inspecteur général de la cavalerie. Lorsque son frère Jean meurt le 27 décembre 1861, Auguste devient l'héritier de son frère le roi Luiz, position qu'il conserve jusqu'au 28 septembre 1863, date de la naissance de son neveu Carlos.
Auguste meurt célibataire le 26 septembre 1889, quelques semaines avant son frère le roi Louis 1er.
L'infant Auguste est inhumé dans le Panthéon royal des Bragance au Monastère de Saint-Vincent de Fora à Lisbonne.

## Honneurs

### Décorations
L'infant Auguste est : 

La famille royale portugaise en 1861 - Auguste est debout à l'extrême gauche

- Chevalier de l'ordre de Saint-Hubert (Bavière)
- Grand-croix de l'ordre de la Croix du Sud (Brésil).
- Chevalier de l'ordre de l'Éléphant (Danemark).
- Grand-croix de l'ordre du Christ (Portugal).
- Chevalier de l'ordre de l'Aigle noir (Prusse).
- Chevalier de l'Annonciade (Sardaigne).